# Pär Svärdson
Pär Johan Svärdson, född 28 november 1969 i Bromma, är en svensk entreprenör inom affärsområdet e-handel. Han har bland annat varit med och grundat de två bolagen Apotea och Adlibris.

## Biografi
Svärdson tog dubbel examen som civilingenjör och civilekonom vid Linköpings universitet.[källa behövs]
Han började sedan arbeta på konsultbolaget Accenture, då benämnt Andersen Consulting, och startade två år senare, 1997, nätbokhandeln Adlibris tillsammans med Fabian Fischer, Magnus Dimert, Johan Arvidsson och Christian Lauritzen. Adlibris växte till att bli Sveriges största bokhandel på internet innan företaget såldes till Bonnier. Därefter började Svärdson intressera sig för nätapoteket Familjeapoteket, som startat i svallvågorna av avregleringen 2009 och ägdes av Sjätte AP-fonden. Efter en grundlig bolagsrenovering nylanserades sajten 2012 under namnet Apotea.
Apotea har vuxit mycket snabbt under Svärdsons ledning och omsatte 2018 två miljarder kronor. Kritik har dock framkommit i media om brister vad gäller arbetsledning och arbetsmiljö på lagret i Morgongåva, inklusive rapportering om att företaget brukar anställningsavtal för lagerarbetare med långvarig tystnadsplikt.
Svärdson sitter med i flera bolagsstyrelser, bland annat i SOS Barnbyar. Han driver även projekt för ett renare Östersjön och har vunnit SM-guld i segling i klassen Farr 30 och Fareast 28R.

### Familj
Pär Svärdson är gift och har två barn. Hans farfar var ichtyologen och genetikern Gunnar Svärdson.

## Utmärkelser
- Entrepreneur of the Year - EY (2020)[källa behövs]
- Årets företagare av Dagens Industri (2017)[6]
- Årets Hedersupplänning (2017)[7]
- SVD Årets affärsbragd (2017)[8]
- Albert Bonniers pris till Årets företagare (2017)[9]
- Handelns mäktigaste (2016)[10]
- Årets Företagare (2015)[11]
- Uppsala läns mest företagsamma människa Uppsala (2015)[12]